# Welcome to Meteor City
Welcome To MeteorCity is een compilatiealbum van stonerrockbands onder het label MeteorCity

## Track listing
| nr. | band                | nummer                            | duur |
| --- | ------------------- | --------------------------------- | ---- |
| 1   | Sixty Watt Shaman   | Red Colony                        | 6:23 |
| 2   | Sparzanza           | Liquid Thoughts                   | 4:37 |
| 3   | Fatso Jetson        | Procrastination Process           | 4:44 |
| 4   | User                | 12AX7                             | 2:30 |
| 5   | The Atomic Bitchwax | Hey Alright                       | 3:14 |
| 6   | Rotors To Rust      | The Only One                      | 4:31 |
| 7   | Demoncleaner        | Kickback                          | 2:47 |
| 8   | Goatsnake           | Mower                             | 6:02 |
| 9   | Drag Pack           | Freight Train                     | 4:19 |
| 10  | Lowrider            | Texas Part 1 & 2                  | 6:24 |
| 11  | Roadsaw             | The Finger                        | 3:11 |
| 12  | Sheavy              | Electric Sleep (Original Version) | 5:44 |
| 13  | Core                | Vacuum Lite                       | 3:21 |
| 14  | Celestial Season    | Solar Child 96                    | 5:22 |
| 15  | Dozer               | Supersoul                         | 2:36 |
| 16  | Natas               | 1980 Trilogia                     | 6:34 |
| 17  | J.M.J.              | To Believe                        | 4:37 |